# Новостепановка (Одесская область)
Новостепановка (укр. Новостепанівка) — село, относится к Ширяевскому району Одесской области Украины.
Население по переписи 2001 года составляло 136 человек. Почтовый индекс — 66863. Телефонный код — 4858. Занимает площадь 0,41 км². Код КОАТУУ — 5125483604.

## Местный совет
66863, Одесская обл., Ширяевский р-н, с. Новоелизаветовка, ул. Чкалова, 51